# Manéglise
Manéglise – miejscowość i gmina we Francji, w regionie Normandia, w departamencie Sekwana Nadmorska.
Według danych na rok 1990 gminę zamieszkiwało 1051 osób, a gęstość zaludnienia wynosiła 126 osób/km² (wśród 1421 gmin Górnej Normandii Manéglise plasuje się na 218. miejscu pod względem liczby ludności, natomiast pod względem powierzchni na miejscu 441.).

## Współpraca
Miejscowość partnerska:
- Pecq, Belgia